# Евразийство

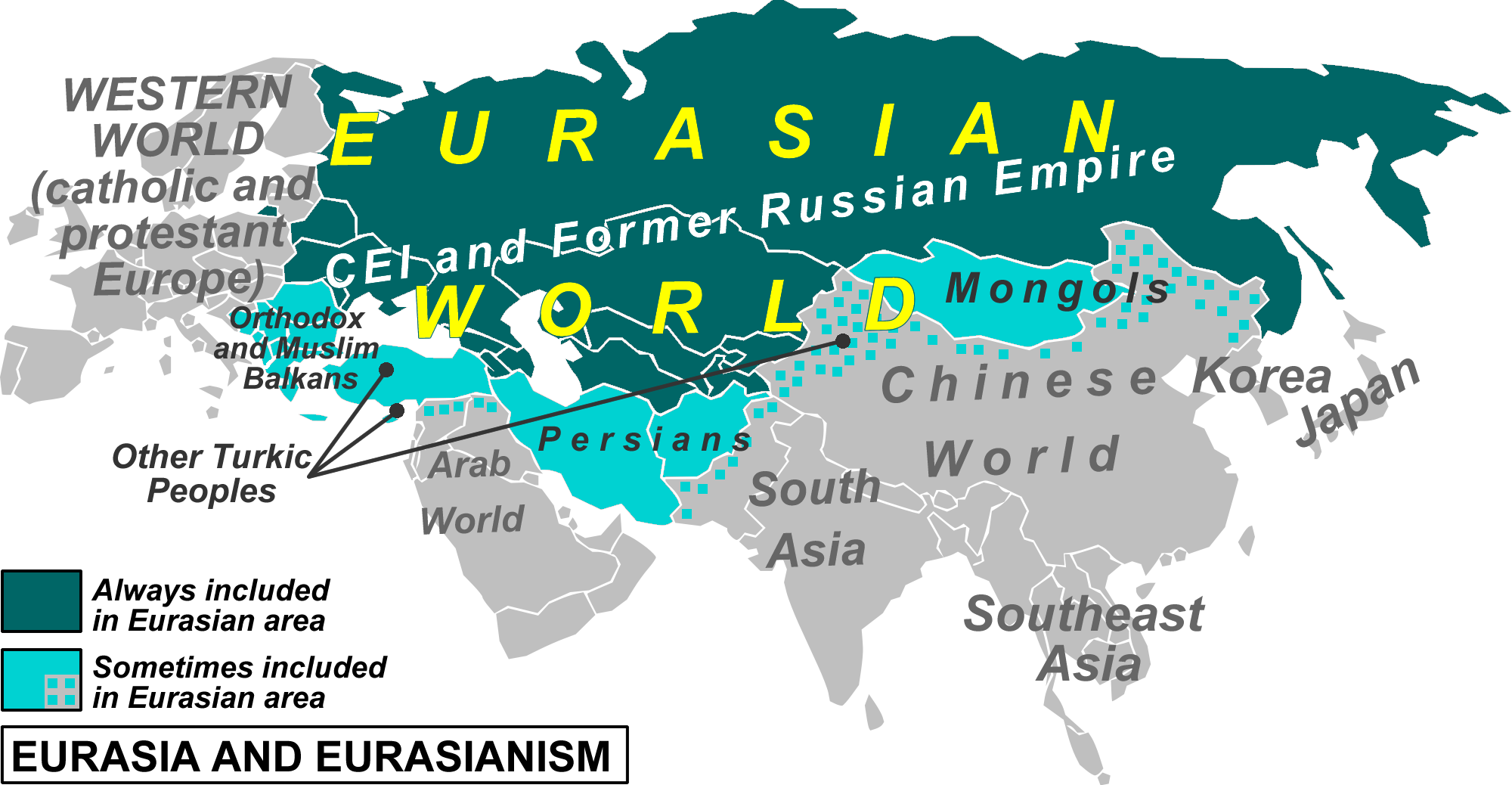
Заявленное евразийское геополитическое пространство

Еврази́йство — первоначально идейно-мировоззренческое, затем также общественно-политическое движение, возникшее в среде русской эмиграции 1920—1930-х годов, для которого центральной является историософская и культурологическая концепция России-Евразии как самобытной цивилизации, объединившей элементы Востока и Запада, самостоятельного географического и исторического мира, расположенного между Европой и Азией, но отличающегося от обеих в геополитическом и культурном аспектах.
Евразия понималась (в более узком смысле, чем географическая Евразия) как срединная часть Европы и Азии (Россия и ряд сопредельных стран), объединяющая три равнины: Восточно-Европейскую, Западно-Сибирскую и Туркестанскую. Евразийство выдвинуло программу преобразования всей системы культурных и мировоззренческих ориентиров, результатом чего должно было стать духовное размежевание с Западом, призванное открыть для России и сопредельных стран свойственный только для них путь духовного и общественно-политического развития. Евразийское движение пережило возрождение в позднем Советском Союзе и после его распада (неоевразийство). 

## Истоки
Истоки евразийства обычно возводят к славянофильству. Сами евразийцы считали своими предшественниками старших славянофилов (Алексей Хомяков, братья Аксаковы), поздних славянофилов, таких как Константин Леонтьев, Николай Страхов и Николай Данилевский, а также писателей Николая Гоголя и Фёдора Достоевского как публицистов. Наследниками славянофилов считали евразийцев и многие исследователи и критики евразийства. Критик евразийства Ф. А. Степун даже назвал евразийцев «славянофилами эпохи футуризма».
Однако евразийство имеет ряд существенных отличий от славянофильства. Евразийцы отрицали существование славянского культурно-исторического типа и считали, что культуры «туранских народов» (финно-угры, тюрки), связанных с русскими общей исторической судьбой, ближе к русской культуре, чем культуры западных славян (чехов, поляков). Евразийцы отвергали также и панславистский политический проект, их идеалом было федеративное евразийское государство в границах СССР до 1939 года (единственное отличие — евразийцы предлагали включить в состав СССР Монголию).
Кроме того, евразийцам была чужда славянофильская апология общины. Ещё в предисловии к первому сборнику «Исход к Востоку» евразийцы утверждали, что община — историческая, преходящая форма русской культуры, которую нужно преодолеть в ходе модернизации страны. В области экономической евразийцы выступали за широкое использование энергии частной инициативы. При этом они были противниками чистого капитализма и призывали совмещать условно частную (функциональную) собственность с государственной.

## Основные идеи
Евразийцы разделяли идею возрождения единого Российского государства. Евразийство опиралось на представления историков С. М. Соловьёва, А. П. Щапова, В. О. Ключевского о роли природно-географических факторов русской истории и теорию культурно-исторических типов, сформулированную социологом и культурологом Н. Я. Данилевским. Доказательствами единства России-Евразии евразийцы считали её уникальное ландшафтно-климатическое пространство (П. Н. Савицкий), особый этнокультурный ареал (Н. С. Трубецкой), преобладание православия. Эти особенности считались фундаментом исторической общности населяющих Россию-Евразию славянских и «туранских» (финно-угры, тюрки) народов, близости их культур, этнопсихологического типа, религиозных мировоззрений и языков. Евразийцы считали, что большое значение в русской культуре имеет восточный, «туранский» элемент.
Истоком евразийского политического и культурного единства считалась не Киевская Русь, а империя Чингисхана, рассматривавшаяся как «степная цивилизация», где евразийский культурный тип впервые стал единым целым. Евразийцы считали, что татаро-монгольский период имел положительное значение для развития государства и сохранения православных устоев против идеологической и военно-политической экспансии Запада. К реформам Петра I, европеизировавшим Россию, они относились отрицательно. Напротив, Революция 1917 года оценивалась положительно как начало новой эпохи, в которой Россия якобы вышла из чуждого ей европейского («романо-германского») культурного мира и встала на самостоятельный исторический путь.
Евразийцы считали, что коммунистическое государство должно быть мирным путём преобразовано в автаркическое и авторитарное, которым будет управлять элита («правящий отбор»), опирающаяся на доминирующую идею евразийского культурного единства («идеократия»). В экономике следовало обеспечить гармоничное сочетание частной и государственной форм собственности. В духовной сфере интегрирующую роль должно было играть православие. Народ евразийцы рассматривали в качестве «симфонической личности» (Л. П. Карсавин), «многонародной нации» (Н. С. Трубецкой). «Низовые» локальные культуры в рамках евразийского единства следовало гармонично сочетать с объемлющей их «высокой» культурой.
По определению политолога Андреаса Умланда, евразийцы «поддерживали антизападные, изоляционистские, империалистические и идеократические аспекты раннего советского режима и видели в нём частичную преемственность царской империи».
В 1925 году Николай Трубецкой впервые заявил, что Россия является наследницей не Киевской Руси, а Монгольской монархии. Русских и кочевников связывает, по его мнению, особое умонастроение или «бытовое исповедание», которое основано на идеях личной преданности, героизма, духовной иерархии и вере в высшее начало мира. Эти ценности несовместимы с европейским мещанством и меркантилизмом. Евразийство образует обновлённую антитезу западничеству. Революция, большевики и СССР передают историческую правду, так как они подсознательно реализуют евразийский проект сопротивления Западу в содружестве с азиатскими народами. Трубецкой также доказывал, что в рамках праиндоевропейского языка праславянский диалект был ближе к праиранскому, чем к западным праиндоевропейским диалектам. Пётр Савицкий обогатил это мировоззрение понятиями «месторазвития» (аналога «жизненного пространства») и «идеократии» (подчинённости человеческой жизни высшим идеям).
Крупнейший исследователь евразийства Н. В. Рязановский утверждал, что все наиболее значительные идеологи евразийства неслучайно имели украинские корни. По мнению Игоря Торбакова, именно понимание украинской идентичности заставляло евразийцев, с одной стороны, предполагать, что Россия не может существовать как национальное государство, с другой — выражать мнение о прочности и неразрывности связей между русскими и их соседями.
Евразиец Р. Р. Вахитов считает, что некоторые идеи евразийской доктрины являются существенными, то есть составляют суть евразийства, его специфику, другие же идеи высказывались — хотя, быть может не с той интонацией, не в той форме и не с такой аргументацией, иными, неевразийскими течениями мысли. Так, концепция культуры как симфонической личности, конечно же, характерна для любого направления русской философии всеединства и не составляет «спецификум» евразийства. Концепция признания Октябрьской Революции как национальной стихии, случайно «оседланной» большевиками, тоже не является оригинально евразийской; схожие мнения высказывали и «скифы», и «сменовеховцы». Эти вопросы разделили евразийцев на правых и левых, и они имеют к евразийству не самое прямое отношение. Специфику же евразийства и его необходимый «теоретический минимум», по мнению Р. Р. Вахитова, составляет понимание российской цивилизации как «Евразии», не Европы, не Азии, а особого культурного образования, впитавшего в себя и европейские и азиатские интенции и «переплавившего» их в особый многонародный цивилизационный тип.

## В белой эмиграции

Евразийские издания 1920-х и начала 1930-х годов (часть 1)

Евразийские издания 1920-х и начала 1930-х годов (часть 2)

Возникновение евразийства непосредственно связано с выходом в 1921 году в Софии сборника «Исход к Востоку. Предчувствия и свершения. Утверждение евразийцев», авторами которого стали географ и экономист П. Н. Савицкий, лингвист Н. С. Трубецкой, историк и религиозный мыслитель Г. В. Флоровский, музыкальный писатель П. П. Сувчинский. В 1921 году Савицкий и Флоровский получили приглашение читать лекции в Праге, а Трубецкой в 1922 году получил приглашение в Вену. Сувчинский переехал в Париж. Вскоре он отошёл от евразийского движения.
К евразийству примкнули многие видные эмигрантские учёные Г. В. Вернадский, Н. Н. Алексеев, Р. О. Якобсон, Л. П. Карсавин, В. Э. Сеземан, Д. П. Святополк-Мирский и др. С евразийцами сотрудничали П. М. Бицилли, А. В. Карташёв, Г. П. Федотов, Никон (Рклицкий), Э. Хара-Даван и др.
В 1923 году с евразийством порвал один из его основателей — Г. В. Флоровский. В 1928 году он в статье «Евразийский соблазн» выступил с его резкой критикой.
Евразийство получило отражение в большом числе изданий, вышедших в Софии, Праге, Белграде, Берлине, Брюсселе, Париже, где действовали евразийские кружки и семинары. В 1922 году в Берлине вышел второй сборник «На путях», в 1923 году — «Россия и латинство». В 1923 году в Праге было возобновлено созданное в 1919 году по благословению патриарха Тихона Братство Святой Софии, в которое был приглашен и Трубецкой. Однако он раскритиковал идеи братства, выступив против них с открытым письмом, в котором высказал упрёки в латинизации православия, хотя и не вполне обоснованные. В 1923 году было создано евразийское книгоиздательство (на деньги английского миллионера-востоковеда Сполдинга) и стал выходить программный альманах евразийцев — «Евразийский временник» (книги 1—7, 1921—1931; первый номер в 1923, второй — в 1925, третий — в 1927). Одновременно стал выходить журнал «Евразийские хроники» (выпуски 1—12, 1925—1937). Евразийцы выпустили также два коллективных манифеста — «Евразийство: опыт систематического изложения» (1926) и «Евразийство (формулировка 1927 года)». В Евразийском книгоиздательстве выходили книги самих евразийцев (Н. С. Трубецкой «Наследие Чингисхана», П. Н. Савицкий «Россия — особый географический мир», Г. В. Вернадский «Евразийское начертание русской истории» и др.) и близких к ним авторов.
С 1925 года евразийство начинает организационно оформляться. Проводится съезд в Берлине с намерением создать Центральный Комитет Евразийской партии. Ячейки евразийцев возникли в Варшаве, Париже и Праге. Налаживалась деятельность агитаторов, которые проводят публичные лекции, семинары и распространяют брошюры.
Принято считать, что к кругу евразийцев был близок журнал «Вёрсты», издававшийся в Париже (1926—1928).
В 1927 сформировалась политическая организация евразийства. В конце 1920-х годов произошёл раскол движения. В 1927 году во Франции выделилось «левое евразийство», открыто симпатизировавшее сталинскому режиму. К этому течению относились Л. П. Карсавин, С. Я. Эфрон, Д. П. Святополк-Мирский и др. В 1928 году печатным органом левых евразийцев стала парижская газета «Евразия» (1928—1929). В 1929 году из руководства евразийского движения в знак протеста вышли Н. С. Трубецкой, П. Н. Савицкий и Н. Н. Алексеев. Они выпустили брошюру «Газета „Евразия“ — не евразийский орган», в которой объявляли левое евразийство антиевразийством. Те же идеи излагались в «Евразийском сборнике» (1929). С. Я. Эфрон c 1931 года стал агентом советских спецслужб и в 1937 году вернулся в СССР, где впоследствии был репрессирован. Д. П. Святополк-Мирский, став марксистом, возвратился в СССР ещё в 1932 году при содействии Максима Горького, однако также был репрессирован и умер в лагере под Магаданом.
Ряд видных деятелей евразийства, включая Трубецкого, Алексеева и Савицкого, порвали с ним связи.
В начале 1930-х годов «правым евразийцам» удалось восстановить движение и даже создать эмигрантскую Евразийскую партию (1932). Были выпущены сборник «Тридцатые годы», шесть номеров журнала «Евразийские тетради». В 1931 году в Таллине выходила ежемесячная евразийская газета «Свой путь». Евразийцы сотрудничали с прореволюционными группировками, публиковались в журнале Ю. А. Ширинского-Шихматова «Утверждения», участвовали в оборонческом движении (РОЭД). Но былой популярностью евразийство уже не пользовалось. Связи с советской внешней разведкой его дискредитировали.
С середины 1930-х годов евразийство как организованное движение прекратило существование. К 1938 году оно сошло на нет.

## Евразийские сборники

Рекламная брошюра сборника «Тридцатые годы»

- 1921 — Исход к Востоку. Предчувствия и свершения. Утверждение евразийцев (София)
- 1922 — На путях (Берлин)
- 1923 — Россия и латинство (Берлин)
- 1923 — Евразийский Временник (Берлин)
- 1925 — Евразийский Временник (Париж)
- 1927 — Евразийский Временник (Париж)
- 1929 — Евразийский Сборник (Прага)
- 1931 — Тридцатые годы (Париж)

## Ощущение моря и ощущение континента
Развивая концепцию культурно-исторических типов, Пётр Савицкий, в отличие от Николая Данилевского, акцентирует внимание на «ощущении» — особом способе восприятия окружающей действительности, — ощущение моря и ощущение континента, называя одно западноевропейским, другое — монгольским: «на пространстве всемирной истории западноевропейскому ощущению моря как равноправное, хотя и полярное, противостоит единственно монгольское ощущение континента». По этому поводу следует заметить, что подобное решение характерно для историософии вообще. Например, Хэлфорд Макиндер связал романо-германский тип с «морским» восприятием окружающей действительности, а греко-византийский — с «материковым». В понимании П. Савицкого русские в некоторой доле тоже монголы, ибо «в русских „землепроходцах“, в размахе русских завоеваний и освоении — тот же дух, то же ощущение континента».
Однако Савицкий стремится понять, в чём особенность культурно-исторического типа России. По его мнению «Россия — часть особого „окраинно-приморского“ мира, носительница углубленной культурной традиции. В ней сочетаются одновременно историческая „оседлая“ и „степная“ стихия». В этом он видит одно из важнейших обстоятельств новейшей русской истории. «Пережив в начальные века развития влияние степных народов как влияние внешнее, ныне народ российский сам как бы охватывает степь. Степное начало, привитое русской стихии как одно из составляющих её начал со стороны, укрепляется и углубляется в своем значении, становится неотъемлемой её принадлежностью; и наряду с „народом-земледельцем“, „народом-промышленником“ сохраняется или создается в пределах русского национального целого „народ-всадник“, хотя бы и практикующий трёхполье».
Критик евразийства Николай Бердяев отмечал преобладающую эмоциональную сторону в евразийском восприятии происходящего. «Евразийство есть прежде всего направление эмоциональное, а не интеллектуальное, и эмоциональность его является реакцией творческих национальных и религиозных инстинктов на произошедшую катастрофу» — писал он.

## Левое евразийство
Основные отличия классического левого евразийства от классического правого состоят в следующем:
- левое евразийство признавало не только национальный характер Октябрьской революции, покончившей с Российской империей, которая, по мнению евразийцев, была ориентирована на Европу, и открывшей возможность самобытного развития евразийской цивилизации, но и ее интернациональный характер, открывающий новую эру в мировой истории, несущий оригинальные идеи и надежды всему человечеству, связанные при этом с глубинами русского духа;
- левое евразийство, в отличие от правого, видело в советской цивилизации не переходный этап к некоему «новому Московскому царству», а следующий, оригинальный, творческий период истории со своими собственными задачами;
- принимая советскую цивилизацию, левое евразийство признавало марксизм как одно из ее выражений, но не в его «западническом вульгаризированном варианте», а в варианте творческом, напитанном «почвой». Левые евразийцы считали, что развитие марксизма будет идти в направлении русской и евразийской национальной идеологии и что на базе этого «русского марксизма» возникнет оригинальная философская традиция. Левые евразийцы считали при этом, что русская религиозная философия в ее новом советском варианте должна и обязана вести диалог с марксизмом, брать из него наиболее плодотворные идеи и творчески их переосмысливать, в частности, опираясь на учение Николая Фёдорова, но в то же время диалектически преодолевая его;
- левые евразийцы не думали, что государство может быть теологической идеократией на базе православия. Не отрицая православного характера евразийской идеологии, прежде всего, для русских евразийцев, левые евразийцы объявляли религию частным делом и сосредотачивали свое внимание на геополитических, культурологических, историософских и других аспектах евразийской доктрины[9].

Современное левое евразийство представлено Т. А. Айзатуллиным, Р. Р. Вахитовым, И. Игнатьевым, С. Г. Кара-Мурзой С. А. Телегиным, И. А. Тугариновым и другими. К изданиям этого направления мысли можно отнести ряд сайт «Ситуации в России» (затем «Кризис в России») и размещенный на нем альманах «Восток», сайт «Красная Евразия», сайт Т. А. Айзатуллина. Печатных периодических изданий и сборников современных левых евразийцев на сегодняшний день не существует, но представители данного направления активно печатаются в газетах и журналах «Советская Россия», «Правда», «Завтра», «Наш современник», «Русский дом» и др.
Современные последователи левоевразийской парадигмы стремятся найти перекличку теорий цивилизационного подхода не с классическим марксизмом Маркса и Энгельса, а с западным неомарксизмом, прежде всего, в лице философии А. Грамши и в меньшей мере мыслителей Франкфуртской школы. Советскую цивилизацию они рассматривают через призму теории традиционного общества. Они также уделяют большое внимание вопросам идеологии.

## Неоевразийство

Памятник Льву Гумилёву во дворе факультета восточной филологии СПбГУ, открытый в 2015 году

Новая волна интереса к евразийству возникла в 1980-е годы в связи с творчеством Льва Гумилёва. Гумилёв считал себя последователем идей евразийства. Он был лично знаком и переписывался с Петром Савицким и называл себя «последним евразийцем». В своей пассионарной теории этногенеза Гумилёв ввёл понятия «суперэтноса» как группы этносов, проживающих в разных климатических зонах, но объединённых в единое общественное целое, культурного релятивизма («мозаичной антропосферы») и понятия «пассионарность» — особой биохимической энергии, позволяющей делать сверхусилия. Фактически пассионарий в концепции Гумилёва отождествлялся с героем и противопоставлялся «субпассионарию». Эти концепции пользуются популярностью у современных российских неоевразийцев, которые отождествляют Россию с суперэтносом.
Другим крупным представителем неоевразийства стал Александр Дугин, который первоначально следовал идеологии национал-большевизма. Он привнёс в евразийство идею «третьего пути» (совмещение капитализма и социализма), геополитику (евразийство как теллурократия, противостоящая атлантической англо-саксонской талассократии США и НАТО) и советский консерватизм (СССР как евразийская держава). В работах Дугина евразийские концепции и положения переплетаются с концепциями европейских «новых правых». Исследователи отмечают, что в постановке философских проблем и политических проектах он значительно отходит от классического евразийства, которое представлено в его многочисленных работах очень выборочно, эклектично. В неоевразийстве версии Дугина русский этнос считается «наиболее приоритетным евразийским этносом», который должен исполнить цивилизационную миссию формирования Евразийской империи, которая займет весь континент. Главной угрозой объявляется США и в целом «англо-саксонский мир». Наиболее предпочтительной формой правления заявляется диктатура и тоталитарное устройство государства с полным идеологическим контролем над обществом. В 1990-е годы Дугин критиковал итальянский фашизм и немецкий нацизм как «недостаточно фашистские», в последующие годы он отказался от прямой апологетики фашизма и предпочитает выступать с позиций консервативной революции и национал-большевизма, которые, впрочем, исследователи также относят к разновидностям фашизма.

## «Новые скифы»
В 2011 году в России возникло движение «Новые скифы», позиционирующее себя в качестве последователей «скифства» Александра Блока в литературном плане, и евразийства XX века — в политическом. Основателем и идейным вдохновителем современного «скифства» стал писатель, участник международного евразийского движения и директор «Центра Льва Гумилёва» Павел Зарифуллин. Согласно Зарифуллину, скифы являются «большой объединительной идеей», поскольку, по его мнению, большинство народов бывшего Советского Союза считают, что происходят от скифов: одни народы — с точки зрения языка, другие — генетики, третьи — кочевого быта, четвёртые — культурной преемственности. «Новые скифы», по словам Зарифуллина, «математически доказали фактически преемственность, правоту нашего известного историка Бориса Рыбакова о том, что славяне многое почерпнули от скифов», а скифская культура плавно переходила в славянскую. Зарифуллин рассматривает «скифов» как «народ-тотем»: «скифы» появляются в смутные для России времена и оберегают от опасности. Важными оказываются их неуёмность, неистовость, умение идти вперёд, даже когда враг превосходит их по численности. Таким образом русская цивилизация идёт в ногу со временем и сохранят свою индивидуальность. Зарифуллин предсказывает, что для сохранения русской цивилизации в будущем, будет появляться всё больше «скифов», потому что могут ориентироваться нынешнем ускоренном, пассионарном времени, — людей или, возможно, духи, которые приходят от предков, от «наших хранителей».
В 2018 году по инициативе «Новых скифов», к своему столетию был переиздан сборник «Скифы» (Литературно-политический сборник «Скифы», включивший также материалы, которые должны были послужить основой третьей, не изданной, части сборника). В предисловии переиздания опубликован манифест «Новых скифов» «Воля и красота», написанный Зарифуллиным. Включённый в предисловие манифест «Этнофутуризм Солнечного Царства» сочетает экологические («Мы пропагандируем энергию ветра и солнца», «вместо „газовой империи“ мы построим солнечное царство» и др.), политические («мы хотим возродить демократию наших народов во всех её проявлениях: вече, ныхас, земский собор, советская власть») и геополитические требования (возродить союз «Скифских республик»).

## Новейшая история
- Детализированный проект Союза Советских Республик Европы и Азии — Европейско-Азиатского Союза был предложен ещё перед распадом СССР академиком Андреем Сахаровым.
- 1994, 29 марта — президент Казахстана Нурсултан Назарбаев выступил с инициативой превращения СНГ в Евразийский союз государств[24].
- 1996 — учреждён Евразийский национальный университет имени Л. Н. Гумилёва, Александр Дугин издаёт книгу «Мистерии Евразии».
- В 2000-х гг. Р. Р. Вахитов поддерживал в Интернете сайт «Красная Евразия. Издание левых евразийцев»[25].
- Серия повестей «Евразийская симфония» основана на концепции евразийства/неоевразийства[26].
- 2000 — создано Евразийское экономическое сообщество.
- 2002 — создана партия «Евразия»[27].
- 2003, 20 ноября — создано Международное евразийское движение.
- 2005 — создан Евразийский союз молодёжи. Символ: золотая Звезда Богородицы на чёрном или красном фоне.
- 2011 — заявлено о создании движения «Молодая Евразия»[28]. Символ: «золотая восьмиконечная звезда на пурпурном фоне»[29].
- 2014, 29 мая — в столице Казахстана Астане подписан договор о создании Евразийского экономического союза, который начал свою работу 1 января 2015 года.
- 2015, 15 ноября — прошёл Учредительный съезд межрегионального общественного движения «Евразийское Движение» («Молодая Евразия» осталась молодёжным крылом Движения)[30]
- 2015, 29 ноября — Евразийское Движение и ДК «Евразия»[31] подписали соглашение о сотрудничестве[32].
- 2015, 12 декабря — состоялось учредительное собрание Общественного Движения «Северная Евразия»[33].
- В марте 2022 года Минюстом РФ было официально зарегистрировано Межрегиональное общественное социально-культурное движение «Новая Евразия»[34], лидерами которого являются писатель и философ Павел Зарифуллин, писатель Герман Садулаев, политолог Алексей Дзермант.

## Прагматическое евразийство
Исходной точкой строительства современных институтов евразийской интеграции является речь президента Казахстана Нурсултана Назарбаева в МГУ 29 марта 1994 года. Назарбаев отметил целесообразность строительства реально работающего союза государств на основе «ядра стран». Евразийство по Назарбаеву — это скорее система внешнеполитических и внешнеэкономических идей и приоритетов международного сотрудничества. Это евразийство не является «российскоцентричным». Кроме того, этот вариант евразийства подразумевает недвусмысленную открытость миру.
На этой основе российский экономист и международник Евгений Винокуров предлагает концепцию «прагматического евразийства». Она основана на понимании того, что интеграционные процессы могут иметь не только положительные, но и отрицательные экономические результаты (вести к сокращению торговли и благосостояния). Прагматическое евразийство настаивает на том, что интеграция — не цель, а инструмент решения насущных экономических проблем вовлеченных государств. Она направлена на обеспечение «интеграции снизу» — свободного перемещения товаров, услуг, труда и капитала, что служит гарантией долгосрочной устойчивости и успешности интеграционного проекта. Прагматическое евразийство является идеологией открытого регионализма, не замыкающегося в себе и основанного на понимании необходимости объединения с партнерами по континенту — как на Западе, так и на Востоке.

## Критика
В среде русской эмиграции такими авторами как Н. А. Бердяев, Ф. А. Степун, П. Н. Милюков и др. резкой критике подверглась идея преобладания коллектива над личностью, концепция идеократии.
В. И. Вернадский в 1924 году в письме сыну Г. В. Вернадскому писал: «Я нисколько не сомневаюсь, что евразийцы… хорошие и, может быть, интересные люди — но они плохие мыслители — с неясной головой, с религиозно-философскими априориями — но самое главное — скучные и неживые, по статьям своим».
В 1928 году один из основателей евразийства, Г. В. Флоровский, вышедший из движения, подверг критике такие особенности движения как апология большевиков и революции, возвеличивание государственного принципа, негативное противопоставление Западу, забвение христианских подходов к истории, а также преклонение перед стихией («романтический перегар»).
Писатель и публицист Максим Кантор в своей книге «Империя наизнанку» (2015) в рамках критики идеологии евразийства писал, что не существует исторической, культурной, религиозной или экономической целостности Евразии. Огромное различие в культурном, языковом, религиозном отношении между народами Европы и Азии делают практически невозможным какое-либо совместное единство. Сама идеология была использована лишь в геополитических целях для оправдания противостояния между российским консерватизмом и западным либерализмом. По мнению Кантора, евразийство не может считаться философией, так как оно основано на мистическом понимании действительности и содержит в себе абстрактные, неопределённые суждения. Особенно это касается определения экономической и социальной моделей данной идеологии и их воплощения после приобретения территориальных пространств евразийского континента.
По мнению историка академика РАН А. Г. Арбатова (2016), «„Евразийство“ — надуманная теория, призванная обосновать непреодолимую пропасть между Россией и остальной Европой, ее нормами и ценностями, выстраданными за века страшных европейских потрясений и жертв».